# Marian Wright
 (novembre 2020).
Si vous disposez d'ouvrages ou d'articles de référence ou si vous connaissez des sites web de qualité traitant du thème abordé ici, merci de compléter l'article en donnant les références utiles à sa vérifiabilité et en les liant à la section « Notes et références ».
Marian Wright est une joueuse de tennis américaine du début du XXe siècle.
En 1888, elle a remporté l'US Women's National Championship en double mixte, associée à Joseph Clark.

## Palmarès (partiel)

### Finale en double dames
| No | Date       | Nom et lieu du tournoi                 | Catégorie | Surface      | Vainqueures                        | Partenaire   | Score    |          |
| -- | ---------- | -------------------------------------- | --------- | ------------ | ---------------------------------- | ------------ | -------- | -------- |
| 1  | 11-06-1889 | US National Championships Philadelphie | G. Chelem | Gazon (ext.) | Margarette Ballard Bertha Townsend | Laura Knight | 6-0, 6-2 | Parcours |

### Titre en double mixte
| No | Date       | Nom et lieu du tournoi                 | Catégorie | Surface      | Partenaire   | Finalistes                  | Score              |          |
| -- | ---------- | -------------------------------------- | --------- | ------------ | ------------ | --------------------------- | ------------------ | -------- |
| 1  | 11-06-1888 | US National Championships Philadelphie | G. Chelem | Gazon (ext.) | Joseph Clark | Adeline Robinson P. Johnson | 1-6, 6-5, 6-4, 6-3 | Parcours |

## Parcours en Grand Chelem (partiel)
Si l’expression « Grand Chelem » désigne classiquement les quatre tournois les plus importants de l’histoire du tennis, elle n'est utilisée pour la première fois qu'en 1933, et n'acquiert la plénitude de son sens que peu à peu à partir des années 1950.

### En simple dames
| Année | - | - | - | - | Wimbledon | Wimbledon | US National        | US National     |
| ----- | - | - | - | - | --------- | --------- | ------------------ | --------------- |
| 1888  | - | - | - | - | -         | -         | All comer's finale | Bertha Townsend |
| 1889  | - | - | - | - | -         | -         | 1/4 de finale      | Grace Roosevelt |

À droite du résultat, l’ultime adversaire.

### En double dames
| Année | - | - | - | - | Wimbledon | Wimbledon | US National         | US National            |
| 1889  | - | - | - | - | -         | -         | Finale Laura Knight | M. Ballard B. Townsend |

Sous le résultat, la partenaire ; à droite, l’ultime équipe adverse.

### En double mixte
| Année | - | - | - | - | Wimbledon | Wimbledon | US National           | US National            |
| 1888  | - | - | - | - | -         | -         | Victoire Joseph Clark | A. Robinson P. Johnson |

Sous le résultat, le partenaire ; à droite, l’ultime équipe adverse.